# Ziziphus quadrilocularis
Ziziphus quadrilocularis är en brakvedsväxtart som beskrevs av F. Müll.. Ziziphus quadrilocularis ingår i släktet Ziziphus och familjen brakvedsväxter. Inga underarter finns listade i Catalogue of Life.